# Aniana straminealis
Aniana straminealis är en fjärilsart som beskrevs av Walker 1866. Aniana straminealis ingår i släktet Aniana och familjen nattflyn. Inga underarter finns listade i Catalogue of Life.